# (17931) 1999 GA27
A (17931) 1999 GA27 egy kisbolygó a Naprendszerben. A LINEAR projekt keretében fedezték fel 1999. április 7-én.